# 樽見鉄道ハイモ180-100形気動車
樽見鉄道ハイモ180-100形気動車 （たるみてつどうハイモ180-100がたきどうしゃ）は、樽見鉄道の気動車である。
本項ではハイモ180-100形と同型で、車内装備が異なる樽見鉄道ハイモ180-200形気動車（たるみてつどうハイモ180-200がたきどうしゃ）についても併せて記載する。

## 概要
1984年（昭和59年）10月に国鉄樽見線を第三セクターに転換して開業した樽見鉄道が開業に際して投入した気動車である。
保守、運用の経済性を重視し、地方交通線用としてバスの部品を多用して富士重工業が開発したLE-Car IIを第三セクター鉄道として初めて採用した。両運転台、トイレなし、セミクロスシートのハイモ180-100形1両と両運転台、トイレなし、ロングシートのハイモ180-200形2両が富士重工業で製造された。
形式名「ハイモ」は「ハイスピードモーターカー」の略、180は馬力表示の機関出力を意味している。
1985年（昭和60年）の鉄道友の会ローレル賞を受賞している。
| 形式           | ハイモ180-100 | ハイモ180-200 |
| 車両定員（人） | 70            | 94            |
| 座席定員（人） | 34            | 36            |
| 自重（t）      | 16.4          | 16.3          |
| 製造数         | 1             | 2             |

## 車両概説

### 車体
富士重工業製のレールバスLE-Car IIの標準寸法を採用、バス用構体を流用して製造され、車体長12,000 mm、車体幅2,440 mmと鉄道車両としては小型のものになった。観光バス型の車体を採用し、側窓は横引き式である。前面は大型の一枚曲面ガラスで、乗務員室は中央に設けられ、乗務員用扉が省略された。客用扉は幅870 mmの折り戸が片側2か所、両車端に設けられた。扉間には中央部に下半分が引き違い式、上半分が固定式の幅1,570 mmの窓4組が設けられ、両端に同じ幅の固定式窓が設けられた。外部塗装はブルーをベースに樽見鉄道の頭文字であるTを図案化した赤と白のストライプが窓下に描かれた。
ハイモ180-100形は出入台付近をロングシートとしたほかは通路を挟んで逆向きの2人掛けシートを備えるセミクロスシート、ハイモ180-200形は全席ロングシートとなった。

### 機器類
エンジンは、日産ディーゼル製PE6Hディーゼルエンジン（定格出力132 kW / 2,200 rpm）を1基搭載、動力はレールバス用に開発された神鋼造機製SCAR0.91A液体変速機を介して台車に伝達される。台車もレールバス用に開発された1軸ボギー台車FU30D/Tが採用された。リンク機構により台車枠が回転する機構が盛り込まれ、軸距の規定である4.57 mを超過することが可能になった。制動装置は応答性の良いSME三管式直通ブレーキが採用された。
暖房装置はエンジン排熱を利用した温風式である。同時期に製造された名鉄キハ10形には冷房装置が設置されなかったが、ハイモ180-100形、ハイモ180-200形には冷房装置が設置された。

## 車歴
| 形式          | 車両番号      | 製造      | 廃車       | 有田入籍  | 有田廃車  |
| ------------- | ------------- | --------- | ---------- | --------- | --------- |
| ハイモ180-100 | ハイモ180-101 | 1984年9月 | 1993年4月  | 1994年3月 | 2003年1月 |
| ハイモ180-200 | ハイモ180-201 | 1984年9月 | 1999年11月 | -         | -         |
| ハイモ180-200 | ハイモ180-202 | 1984年9月 | 2006年4月  | -         | -         |

## 運用

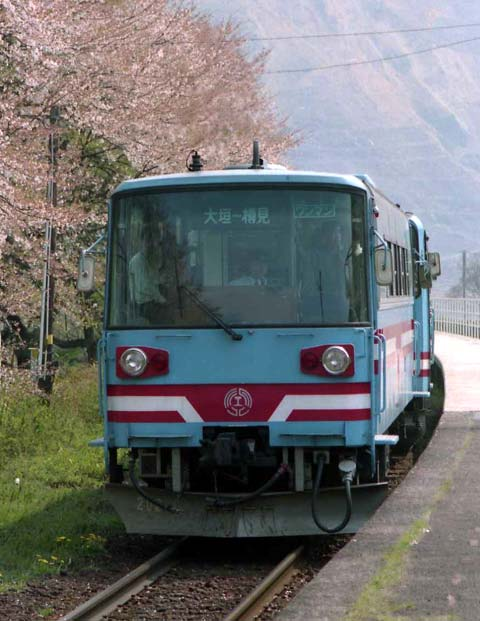
サクラの下を走るハイモ180-200

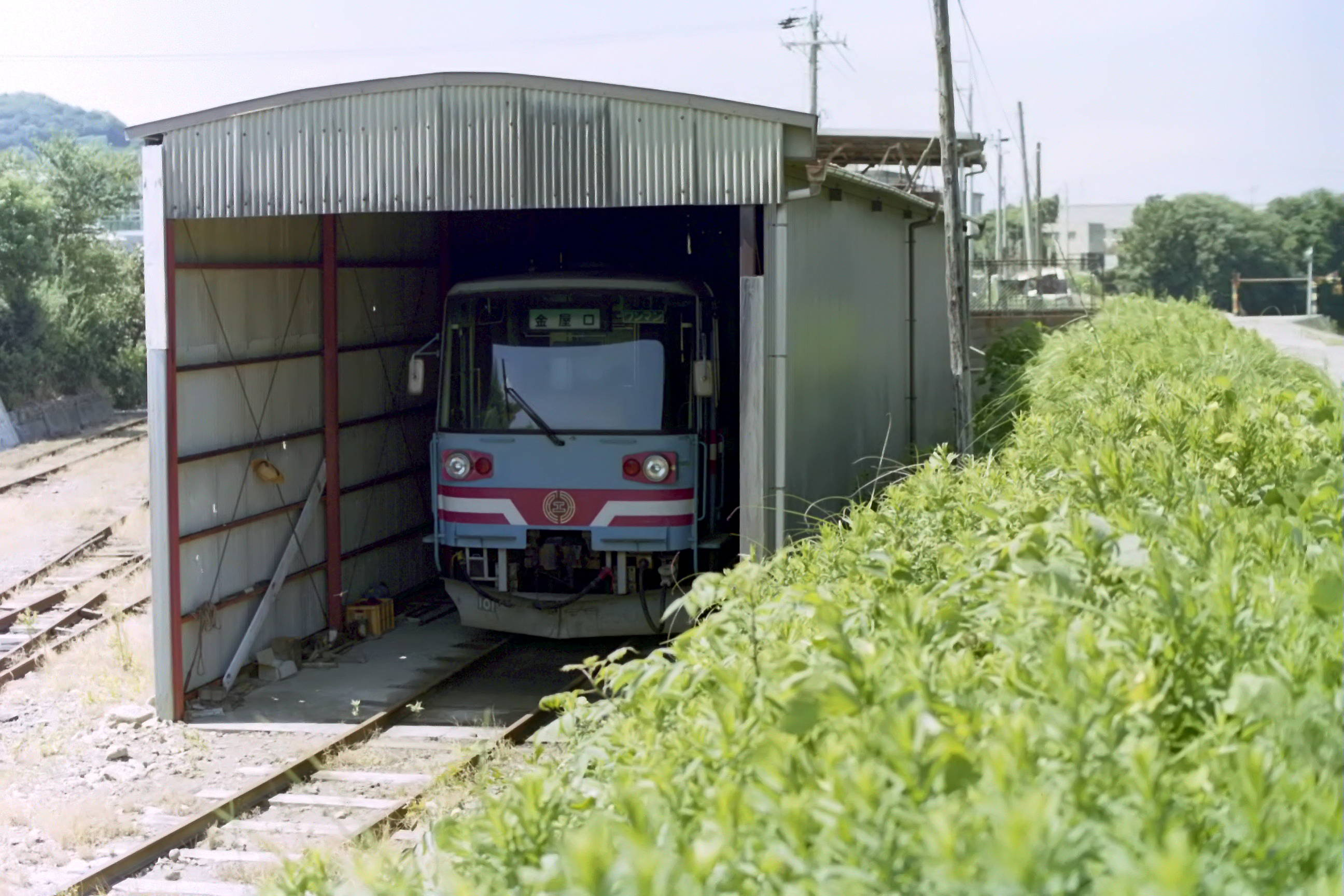
有田鉄道に譲渡され、整備中のハイモ180-101

1984年（昭和59年）10月6日の樽見鉄道開業に先立つ8月10日に名古屋駅にて引渡式と車両展示が行われた。車両展示は8月12日から18日にかけて大垣駅でも行われ、開業までの間に性能試験、試運転が行われた。
当初は単行運転用として総括制御に対応していなかったが、1985年（昭和60年）3月に総括制御対応に改造されている。旺盛な輸送需要に対応するため、開業翌年の1985年（昭和60年）10月には全長、全幅ともハイモ180-100形・200形より大型化されたハイモ230-300形が新製投入された。1989年（平成元年）には神海駅 - 樽見駅間が延伸開業し、ハイモ180-100形・200形の運用範囲も拡大された。
その後、輸送力の小ささからハイモ230-300形・ハイモ230-310形による置き換えが始まり、1993年（平成5年）にはハイモ180-101が有田鉄道に譲渡され、2003年（平成15年）の路線廃止まで使用された。
ハイモ180-200形は1999年（平成11年）にハイモ295-310形・2006年（平成18年）にハイモ295-510形にそれぞれ置き換えられ廃車された。ハイモ180-202は本巣市内で静態保存されている。
ハイモ180-101は有田鉄道の廃線まで使用された後、2010年（平成22年）からは有田川町鉄道公園で動態保存されるようになった。しかし、制動装置が空気漏れを起こして自走不可能となっていたが（体験乗車は保線用モーターカーやLE-Carのキテツ-1型などと連結して継続）、2019年1月には自走する姿が確認されている。

### 書籍
- 寺田 祐一『私鉄気動車30年』JTBパブリッシング、2006年。ISBN 4-533-06532-5。

### 雑誌記事
- 『鉄道ピクトリアル』通巻448号「新車年鑑1985年版」（1985年5月・電気車研究会）
  - 藤井 信夫、大幡 哲海、岸上 明彦「各社別車両情勢」 pp. 66-75
  - 名古屋鉄道（株）技術部車両課長 柚原 誠「名古屋鉄道 キハ10形」 pp. 94-95
  - 樽見鉄道（株）運輸部次長兼機関区長 大橋 邦典「樽見鉄道 ハイモ180-100形・ハイモ180-200形」 pp. 98-99
  - 「民鉄車両諸元表」 pp. 142-143
  - 「竣工月日表」 pp. 144-145

- 『鉄道ピクトリアル』通巻464号「新車年鑑1986年版」（1986年5月・電気車研究会）
  - 藤井 信夫、大幡 哲海、岸上 明彦「各社別車両情勢」 pp. 84-96

- 『鉄道ピクトリアル』通巻534号「新車年鑑1990年版」（1990年10月・電気車研究会）
  - 藤井 信夫・大幡 哲海・岸上 明彦「各社別車両情勢」 pp. 68-72

- 『鉄道ピクトリアル』通巻597号「新車年鑑1994年版」（1994年10月・電気車研究会）
  - 藤井信夫、大幡哲海、岸上明彦「各社別車両情勢」 pp. 80-95
  - 「1993年度車両動向」 pp. 167-189

- 『鉄道ピクトリアル』通巻612号「新車年鑑1995年版」（1995年10月・電気車研究会）
  - 藤井 信夫、大幡 哲海、岸上 明彦「各社別車両情勢」 pp. 86-101

- 『鉄道ピクトリアル』通巻658号「<特集> レールバス」（1998年9月・電気車研究会）
  - 「足どりも軽く」 pp. 1-8
  - 高嶋修一「第三セクター・私鉄向け軽快気動車の系譜」 pp. 42-55

- 『鉄道ピクトリアル』通巻692号「新車年鑑2000年版」（2000年10月・電気車研究会）
  - 藤井 信夫、大幡 哲海、岸上 明彦「各社別車両情勢」 pp. 101-119
  - 「1999年度 車両動向」 pp. 187-201

- 『レイルマガジン』通巻230号付録（2002年11月・ネコ・パブリッシング）
  - 岡田誠一「民鉄・第三セクター鉄道 現有気動車ガイドブック2002」 pp. 1-32

- 『レイルマガジン』通巻250号（2004年7月・ネコ・パブリッシング）
  - 寺田 祐一「私鉄・三セク気動車 141形式・585輌の今!」 pp. 4-50

- 『鉄道ピクトリアル』通巻795号「鉄道車両年鑑2007年版」（2007年10月・電気車研究会）
  - 岸上 明彦「2006年度民鉄車両動向」 pp. 116-141
  - 「各社別新造・改造・廃車一覧」 pp. 222-235

- 『鉄道ピクトリアル』通巻810号「鉄道車両年鑑2008年版」（2008年10月・電気車研究会）
  - 岸上 明彦「2007年度民鉄車両動向」 pp. 122-151

### Web資料
- “「有田川鉄道交流館」がオープン”.   railf.jp (2010年3月21日). 2017年6月11日閲覧。